# Тибетски теријер
Тибетански теријер је раса пастирских паса. Упркос имену не припаа групи теријера. Име су овој раси дали европски туристи, којима су тибетански теријери својим изгледом подсећали на теријере. Сврха њиховог узгоја је непозната: једни верују да су узгајани за рад на фармама, други да су узгајани да би се чували у храмовима.
Тибетански теријер добро функционише као пастирски пас и такође је одличан пратилац. Тибетански назив за расу, Тсанг Апсо, отприлике се преводи као „чупави пас из провинције Тсанг“.
Недавна ДНК анализа је закључила да тибетански теријер води порекло од најстаријих раса паса.

## Историја расе
Тибетански теријер се често назива светим псом Тибета, јер су неколико стотина година живели у планинама под бригом и старатељством тибетанских монаха. Тамо су их често звали „Мали људи“, јер су били веома цењени као пратиоци монаха и обичних породица. Третирали су их као своју децу, родбину. На Тибету, нико ко је имао среће да поседује тибетанског теријера није продао свог пса, јер су тамо важили за амајлију и нико не би продао део свог богатства. Веровало се да ће, ако буду малтретирани, власник изгубити срећу. Нису чак ни продавали штенце, већ су их давали странцима који су им се свидели, а било их је немогуће било где купити.

## Изглед

### Тибетански теријер
Тибетански теријер је моћан пас средње величине квадратних пропорција са чупавом длаком. Тибетански теријери имају добро развијен осећај за равнотежу. Као одрасли, требало би да изгледају као минијатурни староенглески овчари. Глава им је средње величине, лобања није ни округла ни четвртаста. Очи су велике, тамне и налазе се прилично удаљене једна од друге. Тибетански теријери имају уши у облику латиничног слова В. Тело је мишићаво и компактно. Висина је 32-41 цм, тежина - 8-13 кг.

### Златни тибетански теријер
Тибетански теријери имају дуготрајну длаку и ретко лињају. Длака ове расе захтева редовну и пажљиву негу. Све боје су дозвољене осим чоколаде. У принципу, тибетански теријери долазе у готово било којој боји. Златни тибетански теријери су најређи.

### Темперамент
Темперамент је једна од најатрактивнијих особина тибетанских теријера, јер су тибетански теријери узгајани да живе са људима. Тибетански теријери су једни од најдружељубивијих и најљубазнијих паса, иако њихове личности могу варирати у зависности од тога где су одгајани и развијени.
Тибетански теријери су погодни за живот у стану, иако су веома активни пси. Али постоји лоша страна: због тога им је потребна редовна вежба. Њихов ниво интелигенције је прилично јак, иако се то ретко може наћи код других спортских раса паса. Али они су веома љубоморни и не воле када њихов власник осим њих има још једну животињу.

### Здравље
Истраживање Кинолошког савеза Уједињеног Краљевства показало је да је просечан животни век тибетанских теријера 12 година, рекорд за очекивани животни век тибетанских теријера је 18,25 година. 
Тибетански теријери често пате од болести очију и зглобова као што су дисплазија кука, луксирајућа патела, атрофија, луксирајућа сочива, катаракта и шумови на срцу.
Важне пропорције: Дужина од раменог зглоба до корена репа једнака је висини у гребену. Темперамент: Живахан, добар, веран пас пратилац који се понаша на различите начине. Воли свеж ваздух, увек опрезан, паметан и неустрашив; није агресиван ни плашљив. Показује незаинтересованост за људе које не познаје.
Глава: Глава је украшена дугом косом која пада напред, али не преко очију, тако да му заклања вид. На доњој вилици се види мала и не превише приметна брада. Све ово треба да пружи псу одлучан израз.
Лобања: Умерене дужине, није широка или велика, благо се сужава од уха до ока, није куполаста или потпуно равна између ушију.
Њушка: Јака. Дужина од очију до врха назалне печурке једнака је дужини од ока до потиљка.
Зуби: Доња вилица добро развијена. Секутићи су постављени у благо закривљеној линији, подједнако распоређени и наслоњени на вилицу под правим углом. Маказасти или обрнути маказаст загриз.
Образи: Јагодице су закривљене, али не превише да стварају избочине.
Очи: Велике, округле, нису испупчене или упале; постављени су прилично далеко; тамно браон. Рубови очних капака су црни.
Уши: Висеће, не носе сувише близу главе, у облику слова „В“, нису превелике, прилично високо постављене на бочним странама лобање, веома лабаве.
Врат: Снажан, мишићав, умерене дужине, омогућава да се глава носи изнад нивоа леђа и даје свеукупно хармоничан изглед. Правилно плови у добро постављен гребен.
Тело: мишићаво, компактно и снажно.
Горња линија: равна.
Слабине: Кратке, благо савијене.
Сапи: Праве.
Груди: Добро опружена ребра, дубина груди достиже лактове. Ребра су увучена. Реп: Умерене дужине, прилично високо постављен и весело ношен и увијен изнад горње линије. Покривен је густим длачицама. Увијање на врху репа се често јавља и дозвољено је.
Општи изглед: Покривен густом длаком. Рамена: Правилно постављена уназад и добре дужине. Надлактица: Ноге су равне и паралелне.
Предња стопала: обична искошена.
Предње шапе: Велике, округле, прекривене густом длаком између прстију и јастучића. Чврсто стоји на јастучићима; шапе нису савијене.
Општи изглед: Покривен густом длаком, мишићав. Правилно савијена колена и ниски скочни зглоб доприносе равној горњој линији и добром потиску.
Задње шапе: Велике, округле, прекривене густом длаком између прстију и јастучића. Чврсто стоји на јастучићима; шапе нису савијене.
Кретање: глатко; снажан потисак и добар корак. Приликом ходања или касања, задње ноге не би требало да прате ни спољашњу ни унутрашњу страну предњих ногу.
Има и поддлаку и поддлаку. Поддлака је мекана и вунаста. Поддлака је густа, мека, али није ни свиленкаста ни вунаста; дуга коса; равне или таласасте, никада коврџаве.
Боја: Бела, златна, крем, сива или тамно сива, црна, двобојна или тробојна; у ствари, било које боје осим чоколаде или тамно браон.:
Висина у гребену: Мужјаци од 36 до 41 цм; женке нешто ниже.
Недостаци: Сва одступања од горе наведених тачака треба сматрати манама, а озбиљност са којом се ове грешке узимају у обзир треба да буде пропорционална њиховом степену и њиховом утицају на здравље и добробит пса.